# Елімелех

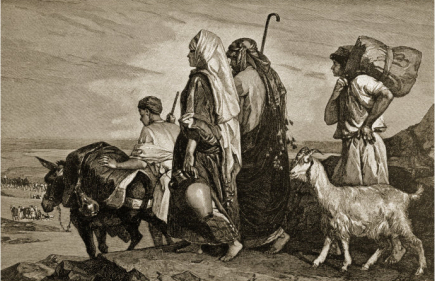
Подорож до Моаву Елімелеха з сім'єю

Елімелех — чоловік Ноеми і свекор Рут, одна з фігур Книги Рут Старого Завіту епохи Суддів.
Елімелех разом з Ноемою та двома синами — Махлоном і Кілйоном перебралися в Моав через сильний голод у Вифлеємі юдейськім, де вони жили раніше. Згодом Елімелех помер і Ноема лишилася сама з двома синами. Сини одружились з моавитянками: одну звали Орпа, а другу — Рут. І жили вони там близько 10 років. Але згодом померли й її сини: Махлон і Кілйон. Ноема лишилась сама по смерті обох синів і свого чоловіка. Тоді вона вибралася з невістками в дорогу додому, з Моаву до Вифлеєму, бо почула, що там голод минув. По дорозі вона відпустила своїх овдовілих невісток. Орпа пішла від неї, а Рут залишилася.